# Manfred Seiler
Manfred Seiler (* 1952) ist ein deutscher Schriftsteller.

## Leben
Manfred Seiler studierte Philosophie an der Ludwig-Maximilians-Universität München und ist Absolvent der Drehbuchwerkstatt FHH München.
Er veröffentlichte Erzählungen und Essays in Zeitungen und Zeitschriften (u. a. "Die Zeit", "Frankfurter Allgemeine Zeitung") sowie 1987 den Roman "Die Gottesanbeterin" im Piper Verlag. 1987 nahm er am Ingeborg-Bachmann-Wettbewerb in Klagenfurt teil. 
Manfred Seiler ist Verfasser von Erzählungen, erzählender Prosa, Theaterstücken, Hörspielen und Drehbüchern (u. a. für "Die Straßen von Berlin", "Im Namen des Gesetzes").  
Seiler arbeitete für den Hörfunk (u. a. BR) und diverse Fernsehsender (ARD, RTL, SAT 1, Pro 7) als Redakteur, Produzent und Autor. Er entwickelte und betreute u. a. die Serien: "Trotzki", "Abenteuer Zoo", "Im Namen des Gesetzes", "Die Wache", "Hinter Gittern", "Die Kumpel" und "Timm Thaler" (nominiert für den Goldenen Spatz/Kategorie Animation). 
Manfred Seiler arbeitet als freier Autor und Filmproduzent.

## Werke
- Die Gottesanbeterin, München [u. a.] 1987